# Стефану, Петрос
Петрос Стефану (греч. Πέτρος Στεφάνου, 17 августа 1963 года, Греция) — католический прелат, епископ Сироса и Милоса с 13 мая 2014 года, епископ Санторини с 13 мая 2014 года, апостольский администратор Крита с 13 мая 2014 года по 11 апреля 2025 года. 

## Биография
26 июня 1994 года был рукоположён в диакона и 15 июля 1995 года — в священника.
13 мая 2014 года Римский папа Франциск назначил Петроса Стефану епископом епархий Санторини, Сироса и Милоса и апостольским администратором епархии Крита.
11 апреля 2025 года Папа Римский Франциск принял отставку епископа Петроса Стефану и освободил его от управления епархиями Сироса и Милоса, Сантарини, Крита.